# Joan Cross
Joan Cross (Londra, 7 settembre 1900 – Aldeburgh, 12 dicembre 1993) è stata un soprano, regista teatrale e direttrice artistica britannica.

## Biografia
Nata e cresciuta a Londra, studiò alla St Paul's Girls' School, dove fu allieva di Gustav Holst; successivamente perfezionò gli studi canori al Trinity Laban Conservatoire of Music and Dance. Nel 1923 si unì al coro della compagnia operistica dell'Old Vic, ottenendo presto ruoli da comprimaria come la Prima Dama ne Il flauto magico e Cherubino ne Le nozze di Figaro. Dal 1931 fu una delle primedonne del Teatro Sadler's Wells, dove cantò nei ruoli di Donna Elvira, Pamina e della Contessa di Almaviva. Al Covent Garden cantò come Mimi ne La Bohème e Desdemona in Otello nel 1934. Negli anni seguenti ampliò il proprio repertorio con i ruoli della Marescialla ne Il cavaliere della rosa, Sieglinde e Brünhilde ne La valchiria, Elisabette in Don Carlo, Elsa in Lohengrin, Donna Anna in Don Giovanni, Tat'jana nell'Eugenio Onegin e le eponime protagoniste di Aida e Madama Butterfly.
Durante la seconda guerra mondiale fu la direttrice della compagnia del Sadler's Wells Opera, occupandosi della tournée britannica; la compagnia tornò al Sadler's Wells soltanto al termine del conflitto, presentando la prima assoluta di Peter Grimes, in cui Cross cantò nel ruolo della protagonista Ellen Orford. Da quel momento la sua carriera sarebbe stata indissolubilmente legata a quella di Benjamin Britten e cantò nelle prime di altre quattro delle sue opere: fu il coro femminile di The Rape of Lucretia al Glyndebourne Festival Opera nel 1946, Lady Billows in Albert Herring a Glyndebourne nel 1947, Elisabetta I in Gloriana alla Royal Opera House nel 1953 e Mrs Grose ne Il giro di vite al Gran Teatro La Fenice nel 1954, incidendo però solo quest'ultimo ruolo su disco per Decca Records.
Tensioni interne con il Sadler's Wells portarono a un'interruzione dei rapporti e il soprano si unì all'English National Opera nella stagione 1946/1947. Nel 1946 cominciò a dedicarsi alla regia, dirigendo un nuovo allestimento de Il cavaliere della rosa al Covent Garden e poi una nuova produzione de La Traviata al Sadler's Wells nel 1950. Diresse anche alcune opere per la Den Norske Opera & Ballett e in Olanda. Nel giugno 1955 cantò Mozart per l'ultima volta, apparendo nel ruolo della contessa ne Le nozze di Figaro alla Scala Theatre di Londra, mentre nell'autunno dello stesso anno diede il suo addio alle scene cantando ne Il giro di vite al Sadler's Wells.
Morì ad Aldeburgh nel 1993 all'età di 93 anni.